# 金屋町
金屋町（かなやちょう）は、和歌山県にあった町である。2006年1月1日に同じ有田郡の清水町・吉備町と合併し有田川町となった。

## 地理
和歌山県の北部、有田郡の東に位置する。
- 山：生石ヶ峰（生石高原、和歌山県で唯一の高原）、鳥屋城山
- 河川：有田川

## 歴史
- 1955年（昭和30年）4月1日 - 石垣村・鳥屋城村（同日生石村を編入）・五西月村が合併して金屋町が発足。
- 1959年（昭和34年）1月1日 - 岩倉村の一部（大字川口・谷・岩野河・立石石）を編入。
- 2006年（平成18年）1月1日 - 清水町・吉備町と合併して有田川町が発足。同日金屋町廃止。

## 地域

### 教育
小中学校は合併後、有田川町立となっている。町内に高等学校・大学はなかった。
- 中学校
  - 金屋町立金屋中学校
  - 金屋町立石垣中学校

- 小学校
  - 金屋町立石垣小学校
  - 金屋町立小川小学校
  - 金屋町立上六川小学校
  - 金屋町立五西月小学校
  - 金屋町立修理川小学校
  - 金屋町立鳥屋城小学校
  - 金屋町立西ヶ峯小学校

- 図書館
  - 金屋町立図書館

## 交通

### 鉄道
町内を通る鉄道路線はなかった。2002年12月31日までは隣の吉備町まで有田鉄道有田鉄道線が通っていた。

### 道路
- 一般国道
  - 国道424号
  - 国道480号
- 県道
  - 和歌山県道18号海南金屋線
  - 和歌山県道22号吉備金屋線
  - 和歌山県道179号吉原湯浅線
  - 和歌山県道182号境川金屋線
  - 和歌山県道183号楠本小川線
  - 和歌山県道184号生石公園線

## 名所・旧跡・観光スポット・祭事・催事
- 道の駅明恵ふるさと館
- 歓喜寺
- 明恵紀州遺跡
- 次の滝 - 紀伊の国で那智滝に次いで大きな滝という意味でこの名が付いた。

## 著名な出身者
- 明恵（鎌倉時代の僧）
- アジアン・クーガー（プロレスラー）